# Martín Jáuregui
Martín Jáuregui (Buenos Aires, 8 de enero de 1964-24 de octubre de 2023), fue un director de cine y televisión, escritor, guionista, productor, explorador, ambientalista, fotógrafo, periodista de radio y televisión, presentador de televisión argentina, personalidad de radio, agente cultural de argentina y scout.

## Biografía
Nació en la Ciudad de Buenos Aires y desde muy chico se propuso conocer su país mediante viajes y excursiones. Ya de pequeño se dedicó a vivir en contacto con la naturaleza y su pasión por la exploración del mundo lo hizo miembro de Scouts de Argentina desde su infancia.
Su primer trabajo relacionado con sus inquietudes fue en el programa "Historias de la Argentina Secreta" -creado y conducido por Roberto Vacca y Otelo Borroni-, considerado como “el primer programa documental de la televisión nacional” y en donde se convirtió en realizador de varios capítulos que se emitieron en ATC.
Luego de vivir algunos años en Puerto Madryn, época en la que se dedicó al desarrollo del turismo patagónico, regresó a la TV en el programa Estudio País 24, considerado "El programa de los argentinos", conducido por Juan Alberto Badía y Maby Wells. Allí, Jáuregui junto a 24 representantes de cada una de las provincias argentinas desarrollaban temas de interés general y de entretenimiento con conexiones en directo con corresponsales diseminados por todo el país que recorrían la actualidad, las costumbres, los personajes y la cultura nacional. Durante su quinta temporada, en 2010, y aprovechando el Bicentenario Argentino, el programa se llamó "Estudio País Bicentenario", con un formato distinto al de "Estudio País 24".
Durante años, trabajó en distintos ciclos de radio y televisión -Kaos en la Ciudad, La Cornisa, Mix Urbano y más-, además de colaborar con algunos medios gráficos y de dirigir documentales.
Fue autor de la obra Historias de mi país: Geografías argentinas, publicada en dos tomos entre 2010 y 2012 por Editorial Planeta.
También condujo los programas "El Madrugador" y "Despierto y por la calle", ambos emitidos por Radio Del Plata. En los últimos meses tenía su columna de “Geografías Argentinas”, en Vorterix, conducido por Mario Pergolini y participaba de Festival País: La Mañana en la Televisión Pública desde 2022 y reposteaba en sus redes sociales las entrevistas políticas emitidas en Radio La Patriada, donde supo trabajar algunos meses. Anteriormente formó parte de Con sentido público.
A lo largo de su carrera, se forjó una sólida trayectoria enfocada en proyectos relacionados con el cine iberoamericano. Participó en la coproducción de varias obras cinematográficas en colaboración con Europa y Latinoamérica, las cuales recibieron distinciones en reconocidos festivales de cine a nivel mundial.
En su red social LinkedIn se definía como “realizador cinematográfico, productor asociado en Lagarto Cine, director de contenidos en Calma Film, Independent Filmmaker”.
Falleció el 24 de octubre de 2023, tras estar internado durante 20 días en la Fundación Favaloro, a consecuencia de un cuadro de diabetes que derivó en una neumonía intrahospitalaria cuando iba a ser operado de un pie.

## Televisión
- Historias de la Argentina Secreta (ATC)
- Estudio País (Canal 7)
- Kaos en la Ciudad (Canal 13)
- La cornisa (América TV)
- Estudio País 24 (Canal 7)
- Con sentido público (TV Pública)
- 60 años, ¡cómo lo voy a olvidar! (TV Pública)
- Vivo en Argentina (TV Pública)
- Festival País (TV Pública)
- Aire Nacional (TV Pública)

## Radio
- Mix Urbano (Metro)
- El Madrugador (Del Plata)
- Despierto y por la calle (Del Plata)
- Geografías Argentinas (Vorterix)

## Formación académica
Cursó con éxito un posgrado en Cine Documental de Autor, así como Dirección de Cine Documental en la Escuela de Cine de Avellaneda. Además de su formación en cine, poseía un título de bachiller en Filosofía y Teología, y se destacaba por su especialización en Comunicación Popular.